# Табанера-де-Вальдавія
Табанера-де-Вальдавія (ісп. Tabanera de Valdavia) — муніципалітет в Іспанії, у складі автономної спільноти Кастилія-і-Леон, у провінції Паленсія. Населення — 40 осіб (2010).
Муніципалітет розташований на відстані близько 260 км на північ від Мадрида, 70 км на північ від Паленсії.

## Демографія
Динаміка населення (INE ):